# Burkina Faso en los Juegos Olímpicos de Sídney 2000
Burkina Faso estuvo representada en los Juegos Olímpicos de Sídney 2000 por cuatro deportistas, tres hombres y una mujeres, que compitieron en tres deportes.
La portadora de la bandera en la ceremonia de apertura fue la atleta Sarah Tondé. El equipo olímpico burkinés no obtuvo ninguna medalla en estos Juegos.